# Felix Mehlhorn
Felix Mehlhorn (* 1891; † 19. Dezember 1977 in Olbernhau) war ein deutscher Tischler, Schnitzer und Volkskünstler aus dem Erzgebirge.

## Leben
Nach dem Ende des Ersten Weltkrieges 1918 kehrte der gelernte Tischler Felix Mehlhorn, der bereits als Jugendlicher bei einem Tischlermeister in Jöhstadt Zeichenunterricht genommen hatte, nach Ansprung zurück und unternahm erste Versuche im Schnitzen, um zu Weihnachten seinem kleinen Sohn eine Freude zu bereiten. Er schuf in dieser Zeit den für das Erzgebirge typischen Bergmann, einen Pferdestall und einen zweispännigen Pferdewagen. Seine ersten Erfolge im Schnitzen nahm er zum Anlass, sich weiter in dieser erzgebirgischen Volkskunst ausbilden zu lassen, wobei er 1928 in dem als Hausmeister tätigen Schnitzer Richard Böhme in Niederneuschönberg einen Lehrer fand. Sie trafen sich wöchentlich und schufen gemeinsam mehrere Schnitzereien, zunächst Tiere des Waldes, aber schon bald auch Bergleute, 20 Hängeleuchter und 18 Weihnachtspyramiden in unterschiedlicher Größe und Gestalt. So wirkte er auch 120 Stunden an der Fertigung der 3,40 m hohen Pyramide im heutigen Museum Olbernhau mit, einem Gemeinschaftsprodukt der Fachgruppe Schnitzen und Basteln im Kulturbund der DDR. Ferner war er aktiv mit der Leistung zahlreicher freiwilliger Arbeitsstunden am Aufbau des Schnitzerheimes in Olbernhau beteiligt.
1951 gehörte er zu den Mitbegründern der Fachgruppe Schnitzen im Kulturbund der DDR, die er 17 Jahre bis Ende 1973 leitete, als er diese Funktion aus gesundheitlichen Gründen niederlegen musste. In dieser Zeit schuf er zahlreiche Schnitzereien, die teilweise noch heute im Museum Olbernhau, dem früheren Haus der Heimat, ausgestellt werden. Besonders hatte er sich auf Figuren spezialisiert, die den Hausierhandel darstellen, zumal sein Großvater selbst noch als Kastenmann zu Fuß durch das Erzgebirge mit Klöppelspitzen, Krätermixturen und anderem Kleinkram in einem großen Verkaufskasten zog. In der Adventszeit führte er regelmäßig mit einigen seiner Schnitzerfreunden das Schauschnitzen im Museum in Olbernhau durch. Daneben bemühte er sich ernsthaft um die Ausbildung des Nachwuchses in der Kunst des Schnitzens, damit diese erzgebirgische Tradition auch an spätere Generationen weitergegeben wird.
Mehrfach wurde Felix Mehlhorn in der DDR für sein volkskünstlerisches Schaffen als Schnitzer ausgezeichnet.